# The Runaways (album)
The Runaways è il primo album del gruppo The Runaways, pubblicato nel 1976 per l'etichetta discografica Phonogram Records.

## Tracce
1. Cherry Bomb – 2:18 (Kim Fowley, Joan Jett)
2. You Drive Me Wild – 3:23 (J. Jett)
3. Is It Day or Night? – 2:46 (K. Fowley)
4. Thunder – 2:31 (Mark Anthony, Kari Krome)
5. Rock & Roll (Velvet Underground Cover) – 3:17 (Lou Reed)
6. Lovers – 2:11 (K. Fowley, J. Jett)
7. American Nights – 3:16 (M. Anthony, K. Fowley)
8. Blackmail – 2:42 (K. Fowley, J. Jett)
9. Secrets – 2:42 (Cheri Currie, K. Fowley, K. Krome, Sandy West)
10. Dead End Justice – 6:58 (Scott Anderson, C. Currie, K. Fowley, J. Jett)

## Formazione
- Cherie Currie - voce principale
- Joan Jett - voce, chitarra
- Lita Ford - chitarra
- Jackie Fox - basso[1], voce
- Sandy West - batteria, voce